# Yūji Taniguchi
Yūji Taniguchi (谷口祐二?, Taniguchi Yūji; 22 aprile 1984) è un ex giocatore di football americano giapponese, che ha giocato come offensive lineman.